# Alfa Romeo AR8
C'est en 1978 que les constructeurs italiens Alfa Romeo V.I., le groupe FIAT (Fiat V.I. et OM fusionnées dans sa filiale poids lourds IVECO), présentent un petit camion ou gros véhicule utilitaire révolutionnaire appelé Daily.

## Histoire
En 1973, un accord de coopération entre Fiat V.I., sa filiale OM et Alfa Romeo V.I. est signé pour concevoir un véhicule utilitaire de grandes dimensions, également considéré comme un petit camion, qui porte le nom de projet Fiat série S. Un accord semblable était  portant sur l'utilisation partagée des moteurs diesel Fiat-Sofim et la possibilité, pour le constructeur milanais, de commercialiser une version adaptée du nouvel utilitaire auquel la marque avait un peu participé, le Fiat Daily.
En 1986, le groupe Fiat rachète le constructeur milanais, la branche automobiles, avec la marque Alfa Romeo bien connue et à la réputation mondiale ainsi que la branche véhicules industriels Alfa Romeo V.I. dont l'activité est limitée aux seuls véhicules utilitaires puisque la production de poids lourds et autobus a été abandonnée en 1964. La division aviation Alfa Romeo Avio a été intégrée dans Aeritalia.
C'est en avril 1978 que les trois constructeurs italiens, Fiat V.I., OM et Alfa Romeo V.I. présentent leur nouveauté, appelée Daily chez Fiat, Grinta chez OM et AR.8 chez Alfa Romeo.
Les modèles Fiat et OM, regroupés sous la bannière IVECO, étaient fabriqués dans les usines de Brescia et Suzzara en Italie et étaient aussi commercialisés sous les marques UNIC en France, Magirus-Deutz en Allemagne, Saurer en Suisse et, à partir de 1985 Zastava Rival en Yougoslavie. La version Alfa Romeo AR.8 était produite dans l'usine napolitaine "Apomi".
La gamme AR.8 comprenait 3 modèles de base : “30 AR.8”, “35 AR.8” et “40 AR.8”, dont la charge utile variait entre 1 300 et 2 000 kg.
Tous les modèles étaient équipés du même moteur diesel “Fiat-Sofim 8140”, 4 cylindres à injection indirecte et pré-chambre de 2 445 cm3 développant une puissance de 72 ch DIN à 4 200 tr/min. La boîte de vitesses comportait 5 rapports avant et une marche arrière. Le châssis reprenait les critères des camions plus lourds avec des longerons en C. Les freins étaient à disque sur l'essieu avant. La cabine est du type semi-avancé avec l'essieu avant placé devant les portières.
La gamme comprenait au total pas moins de 40 versions, avec des empattements et hauteurs différents, adaptées au transport de marchandises et de personnes sous la forme de mini-bus.
Lors d'une première révision de la gamme en 1979, le nombre de versions est porté à 57.
Le 1er janvier 1981, l'usine Alfa Romeo "Apomi" de Pomigliano d'Arco, près de Naples, où étaient fabriqués les moteurs d'avions et tous les modèles utilitaires de la marque, est devenue une société filiale double, l'une rebaptisée “ARAVIO” et intégrée dans Alfa Romeo Avio, l'autre renommée “ARVECO” et dépendant de la branche "Alfa Romeo Veicoli Commerciali".
Cette entité avait pour objet la production des véhicules commerciaux, des 4x4 et des voitures spéciales pour les militaires, les carabiniers ou la protection civile italienne.

## L'AR.8 seconde série
Lors du 7e Salon des Véhicules Industriels et Commerciaux de Turin en mai 1981, Alfa Romeo présente officiellement la seconde série de la gamme “AR.8”.
Cette seconde série se caractérise par de nouveaux revêtements intérieurs, des prestations plus brillantes avec un nouveau moteur Fiat-Sofim turbo dont la cylindrée est restée la même, mais la puissance portée à 95 ch DIN, et une redéfinition de la gamme avec de nouvelles versions “Minibus” et “Scuolabus”, véhicule très spécifique et réglementé en Italie, ainsi qu'une version “Combi”. La gamme comprend désormais 44 variantes.
Cette même année 1981, le Fiat Ducato et sa variante badgée Alfa Romeo AR.6 voient le jour.
La production de la gamme AR.8 s'est poursuivie jusqu'en fin d'année 1987. À partir du 1er janvier 1988, Alfa Romeo, complètement intégré dans le groupe Fiat, n'a plus commercialisé aucun véhicule utilitaire mais uniquement des automobiles. C'est la gamme Fiat Professional qui l'a remplacée.